# Segunda División de Fiyi 2019
La Segunda División de Fiyi 2019 fue la edición número 26 de la Segunda División de Fiyi. Navua FC regresa a la Liga Nacional de Fútbol de Fiyi después de 5 temporadas ganando 5 partidos en los playoffs.

## Equipos participantes

### Viti Levu
- Lami FC
- Nadroga FC
- Navua FC
- Rakiraki FC
- Tailevu Naitasiri FC
- Tailevu North FC

### Vanua Levu
- Bua FC
- Dreketi FC
- Nadogo FC
- Savusavu FC
- Seaqaqa FC
- Taveuni FC

### Ascensos y descensos
| Pos. | Descendido de la Liga Nacional 2018 |
| ---- | ----------------------------------- |
| 8    | Dreketi FC                          |

| Pos. | Ascendido de la Segunda División 2018 |
| ---- | ------------------------------------- |
| 1    | Nasinu FC                             |

## Clasificación
Actualizado el 19 de agosto de 2019

### Zona Viti Levu
| Pos. | Equipo               | PJ | PG | PE | PP | GF | GC | DG  | Pts. | Clasificado a              |
| ---- | -------------------- | -- | -- | -- | -- | -- | -- | --- | ---- | -------------------------- |
| 1    | Navua FC             | 10 | 10 | 0  | 0  | 33 | 9  | +24 | 30   | Avanza play-off de ascenso |
| 2    | Lami FC              | 10 | 6  | 2  | 2  | 31 | 11 | +20 | 20   | Avanza play-off de ascenso |
| 3    | Nadroga FC           | 10 | 5  | 1  | 4  | 22 | 20 | +2  | 16   |                            |
| 4    | Tailevu Naitasiri FC | 10 | 4  | 2  | 4  | 21 | 17 | +4  | 14   |                            |
| 5    | Tailevu North FC     | 10 | 2  | 0  | 8  | 15 | 37 | -22 | 6    |                            |
| 6    | Rakiraki FC          | 10 | 0  | 1  | 9  | 11 | 39 | -28 | 1    |                            |

### Zona Vanua Levu
| Pos. | Equipo      | PJ | PG | PE | PP | GF | GC | DG | Pts. | Clasificado a              |
| ---- | ----------- | -- | -- | -- | -- | -- | -- | -- | ---- | -------------------------- |
| 1    | Savusavu FC | 10 | 6  | 4  | 0  | 19 | 10 | +9 | 22   | Avanza play-off de ascenso |
| 2    | Dreketi FC  | 10 | 5  | 3  | 2  | 18 | 11 | +7 | 18   | Avanza play-off de ascenso |
| 3    | Seaqaqa FC  | 10 | 4  | 4  | 2  | 13 | 7  | +6 | 16   |                            |
| 4    | Bua FC      | 10 | 3  | 2  | 5  | 11 | 17 | -6 | 11   |                            |
| 5    | Taveuni FC  | 10 | 2  | 2  | 6  | 11 | 19 | -8 | 8    |                            |
| 6    | Nadogo FC   | 10 | 1  | 3  | 6  | 9  | 17 | -8 | 6    |                            |

## Playoff de ascenso
Actualizado el 14 de septiembre de 2019.
| Pos. | Equipo      | PJ | PG | PE | PP | GF | GC | DG  | Pts. | Clasificado a                           |
| ---- | ----------- | -- | -- | -- | -- | -- | -- | --- | ---- | --------------------------------------- |
| 1    | Navua FC    | 6  | 6  | 0  | 0  | 20 | 2  | +18 | 18   | Ascenso a la Liga Nacional de Fiyi 2020 |
| 2    | Lami FC     | 6  | 3  | 1  | 2  | 13 | 9  | +4  | 10   |                                         |
| 3    | Savusavu FC | 6  | 1  | 2  | 3  | 4  | 13 | -9  | 5    |                                         |
| 4    | Dreketi FC  | 6  | 0  | 1  | 5  | 3  | 16 | -13 | 1    |                                         |